# Коцофениј дин Фаца (Долж)
Коцофениј дин Фаца (рум. Coțofenii din Față) насеље је у Румунији у округу Долж у општини Коцофениј дин Фаца. Oпштина се налази на надморској висини од 114 m.

## Становништво
Према подацима из 2002. године у насељу је живело 1588 становника.

### Попис2002.
| Расподела становништва по националности 2002.‍ | Расподела становништва по националности 2002.‍ | Расподела становништва по националности 2002.‍ | Расподела становништва по националности 2002.‍ | Расподела становништва по националности 2002.‍ |
| --------------------------------------------- | --------------------------------------------- | --------------------------------------------- | --------------------------------------------- | --------------------------------------------- |
|                                               |                                               |                                               |                                               |                                               |
| Румуни                                        | Румуни                                        |                                               | 1.147                                         | 72,2%                                         |
| Роми                                          | Роми                                          |                                               | 441                                           | 27,8%                                         |